# Pater is est quem nuptiæ demonstrant

Pater is est quem nuptiæ demonstrant est un adage de droit romain selon lequel le mari de la mère de l'enfant est présumé être le père de l'enfant. Il est souvent cité sous l'expression tronquée « Pater is est ».
Littéralement, l'adage signifie « Le père est celui que les noces démontrent ».
Cette présomption de paternité, qui n'est pas irréfragable, repose sur la double idée que les époux ont entre eux des relations sexuelles et que ces relations sont exclusives de toutes autres.
L'adage est lié au fait que, si l'identité de la mère de l’enfant est certaine (principe Mater semper certa est), il n'en est pas de même pour le père. Le principe « Pater is est » a pour but de pacifier les rapports sociaux : évacuant la recherche de la paternité, il permet à l'enfant d'avoir un père socialement accepté et désigné, et d'en hériter ; il permet corrélativement au père d'avoir un enfant à qui léguer son nom et son patrimoine.
En France, cet adage est explicitement évoqué par l'article 312 du code civil.
En droit québécois, l'article 525 du Code civil du Québec contient une règle équivalente.